# Cantonul Retiers
Cantonul Retiers este un canton din arondismentul Fougères-Vitré, departamentul Ille-et-Vilaine, regiunea Bretania, Franța.

## Comune
- Arbrissel
- Coësmes
- Essé
- Forges-la-Forêt
- Marcillé-Robert
- Martigné-Ferchaud
- Retiers (reședință)
- Sainte-Colombe
- Le Theil-de-Bretagne
- Thourie